# Waukee
Waukee ist eine Stadt (mit dem Status „City“) im Dallas County im US-amerikanischen Bundesstaat Iowa. Das U.S. Census Bureau hat bei der Volkszählung 2020 eine Einwohnerzahl von 23.940 ermittelt.
Waukee ist Bestandteil der Metropolregion um Iowas Hauptstadt Des Moines.

## Geografie
Waukee liegt im Zentrum Iowas auf 41°36′42″ nördlicher Breite und 93°53′07″ westlicher Länge. Das Stadtgebiet erstreckt sich über eine Fläche von 33,64 km² und liegt in der Walnut, der Boone und der Van Meter Township.
Nachbarorte von Waukee sind Clive (an der nordöstlichen Stadtgrenze), West Des Moines (17,5 km ostsüdöstlich), Van Meter (18,5 km südwestlich), Adel (11,4 km westlich) und Dallas Center (14,3 km nordwestlich).
Das Zentrum von Des Moines liegt 26,5 km östlich. Die nächstgelegenen weiteren Großstädte sind Cedar Rapids (225 km ostnordöstlich), Kansas City in Missouri (309 km südsüdwestlich), Nebraskas größte Stadt Omaha (204 km westsüdwestlich), die Twin Cities in Minnesota (Minneapolis und Saint Paul) (413 km nördlich).

## Verkehr
Der Interstate Highway 80 verläuft in West-Ost-Richtung durch den Süden des Stadtgebiets von Waukee. Der U.S. Highway 6 verläuft parallel dazu durch das Zentrum der Stadt. Alle weiteren Straßen sind untergeordnete Landstraßen, teils unbefestigte Fahrwege sowie innerörtliche Verbindungsstraßen.
Der nächste Flughafen ist der Des Moines International Airport (32,5 km südöstlich).

## Bevölkerung
Nach der Volkszählung im Jahr 2010 lebten in Waukee 13.790 Menschen in 5154 Haushalten. Die Bevölkerungsdichte betrug 409,9 Einwohner pro Quadratkilometer. In den 5154 Haushalten lebten statistisch je 2,67 Personen.
Ethnisch betrachtet setzte sich die Bevölkerung zusammen aus 93,9 Prozent Weißen, 1,3 Prozent Afroamerikanern, 0,2 Prozent amerikanischen Ureinwohnern, 2,6 Prozent Asiaten sowie 0,9 Prozent aus anderen ethnischen Gruppen; 1,1 Prozent stammten von zwei oder mehr Ethnien ab. Unabhängig von der ethnischen Zugehörigkeit waren 3,0 Prozent der Bevölkerung spanischer oder lateinamerikanischer Abstammung.
32 Prozent der Bevölkerung waren unter 18 Jahre alt, 60 Prozent waren zwischen 18 und 64 und 8 Prozent waren 65 Jahre oder älter. 51,4 Prozent der Bevölkerung waren weiblich.
Das mittlere jährliche Einkommen eines Haushalts lag bei 78.102 USD. Das Pro-Kopf-Einkommen betrug 37.909 USD. 4,2 Prozent der Einwohner lebten unterhalb der Armutsgrenze.